# پو (کالیفرنیا)
پو (به انگلیسی: Poe) یک منطقهٔ مسکونی در ایالات متحده آمریکا است که در شهرستان بیوت، کالیفرنیا واقع شده‌است. پو ۳۲۳ متر بالاتر از سطح دریا واقع شده‌است.